# Alafia insularis
Alafia insularis är en oleanderväxtart som beskrevs av Marcel Pichon. Alafia insularis ingår i släktet Alafia och familjen oleanderväxter. Inga underarter finns listade i Catalogue of Life.